# Adpiasus
Adpiasus is een geslacht van wantsen uit de familie van de Miridae (Blindwantsen). Het geslacht werd voor het eerst wetenschappelijk beschreven door Carvalho & Schaffner in 1973.

## Soorten
Het genus bevat de volgende soorten:

- Adpiasus ecuadorianus Carvalho & Carpintero, 1986
- Adpiasus mayanus Carvalho & Schaffner, 1973
- Adpiasus punctatus Carvalho & Schaffner, 1973
- Adpiasus riegeri Chérot & Carpintero, 2014